# Julián Sancristóbal Iguarán
Julián Sancristóbal Iguarán (Bilbao, 24 de novembre de 1952) és un polític basc, membre del Partit Socialista Obrer Espanyol, vinculat a diversos casos de corrupció i terrorisme d'Estat.
Es va llicenciar en ciències polítiques a la Universitat del País Basc poc després d'afiliar-se al PSOE el 1973, i el 1977 fou nomenat secretari general tècnic del Consell General Basc per Ramón Rubial Cavia (1978-1979). A les eleccions municipals espanyoles de 1979 fou escollit alcalde d'Ermua, càrrec que deixà el 1982 quan fou nomenat governador civil de Biscaia per Felipe González. Entre 1984 i 1986 fou Director General de Seguretat.

## El cas Marey
Va ser acusat de col·laborar amb José Barrionuevo i altres càrrecs del Ministeri de l'Interior d'Espanya per emprar recursos de l'Administració pública en la creació i finançament dels Grups Antiterroristes d'Alliberament (GAL). Finalment, el 1998 va ser trobat culpable de malversació de fons públics i del segrest de Segundo Marey, i condemnat per això a la pena de deu anys de presó i dotze d'inhabilitació absoluta. No obstant això, tant ell com la resta d'acusats van ser absolts del delicte de col·laboració o pertinença a banda armada.
Quatre anys més tard va ser jutjat per l'anomenat cas dels fons reservats, pel qual també va ser condemnat. La pena que li va ser imposada va ser sensiblement menor per haver retornat part dels diners del que va ser acusat per malversació de fons i apropiació indeguda. És un dels pocs acusats que ha retornat els diners. Actualment compleix condemna.
Va coincidir amb Mario Conde en la presó d'Alcalá-Meco en el seu primer ingrés a la presó, van mantenir diverses converses en les quals Sancristóbal va reconèixer a Conde la seva participació en la redacció de l'informe sobre la seva vida, fet per l'empresa americana Kroll.